# Apeltastes chiapasensis
Apeltastes chiapasensis är en skalbaggsart som beskrevs av Henry Fuller Howden 1994. Apeltastes chiapasensis ingår i släktet Apeltastes och familjen Cetoniidae. Inga underarter finns listade i Catalogue of Life.